# Ciechomie
Ciechomie (dodatkowa nazwa w j. kaszub. Cechòmié) – wieś w Polsce, położona w województwie pomorskim, w powiecie kartuskim, w gminie Sierakowice.
Wieś leży na północnozachodnim krańcu Kaszubskiego Parku Krajobrazowego. Wchodzi w skład sołectwa Kamienica Królewska.
W latach 1975–1998 Ciechomie administracyjnie należały do województwa gdańskiego.
Przed 2023 r. miejscowość była częścią wsi Kamienica Królewska.
Występuje również wariant nazewniczy Ciechomia.
Aktualna liczba mieszkańców na rok 2025 wynosi 171 osób
W miejscowości znajduje się cmentarz ewangelicki, oraz pomnik upamiętniający marsz śmierci